# Filip Novák
Filip Novák (født 26. juni 1990) er en tjekkisk professionel fodboldspiller, der spiller for Trapsonspor i den tyrkiske Superliga. Filip Novák har rekorden i Tjekkiske 1. liga for flest scorede mål i en sæson af en forsvarer, da han i sæsonen 2014-15 scorede 11 mål.

## Karriere
Filip Novák startede sin fodboldkarriere i hjembyen Přerov. Han skiftede i 2007 til FC Zlín og skiftede igen i 2011 til FK Baumit Jablonec. Han skiftede igen i 2015 til FC Midtjylland.

### FC Tescoma Zlín
Filip Novák fik sin debut for FC Tescoma Zlín i Gambrinus liga i en kamp imod Příbram i en alder af 18 år. Han fik kun en enkelt kamp med fuld spilletid før klubben rykkede ned i den næstbedste fodboldrække ved slutningen af sæsonen 2008-09.

### FK Baumit Jablonec
Novák skiftede til Jablonec i juli 2011. Han scorede sit første mål for klubben i den Tjekkiske 1. liga imod Dukla Prag den 1. oktober 2012. Den 17. maj 2013 var Novak med til at at vinde Česká pošta Cup 2012-13, efter i finalen at have spillet fuld tid samt scoret i straffesparkskonkurrencen. Han var desuden med at vinde supercuppen, Český Superpohár, over de forsvarende ligavindere fra FC Viktoria Plzeň med Jablonec den 12. juli 2013.
FK Baumit Jablonec kvalificerede sig til UEFA Europa League, hvor klubben eliminerede Strømsgodset IF i tredje kvalifikationsrunde, efter at have vundet Česká pošta Cup 2012-13, før de blev slået ud af Real Betis i playoffrunden.

### FC Midtjylland
Den 28. august 2015 blev det offentliggjort, at Filip Novák havde skrevet under på en fireårig kontrakt med FC Midtjylland i den danske Superliga gældende frem til 30. juni 2019.